# Leuchtkraft
Die Leuchtkraft L ist eine vor allem in der Astronomie verwendete Bezeichnung für die abgestrahlte Leistung (Energie pro Zeit). Wenn die über alle Bereiche des elektromagnetischen Spektrums summierte abgestrahlte Leistung betrachtet wird, ist die Leuchtkraft ein Synonym für „Strahlungsleistung“. 
Zur Angabe der Leuchtkraft können alle Einheiten der Leistung verwendet werden. Neben der SI-Einheit
Watt war vor allem früher in der Astronomie auch Erg pro Sekunde üblich. Daneben wird auch die Sonnenleuchtkraft (L☉) als Einheit verwendet.

## Leuchtkraftbestimmung
Wenn eine Strahlungsquelle ihre Leistung {\displaystyle L} gleichmäßig in einen Raumwinkel {\displaystyle \Omega } abgibt, ohne Minderung durch Absorption und dergleichen im betrachteten Raumvolumen bzw. Medium, so ergibt sich in einer Entfernung {\displaystyle R} von der Quelle eine  Energieflussdichte (Flächenleistungsdichte – Energie pro Zeit und Fläche) {\displaystyle f} von:
{\displaystyle f={\frac {L}{\Omega R^{2}}}}
Bei isotroper Abstrahlung in alle Richtungen ist der Raumwinkel {\textstyle \Omega =4\pi } und es gilt:
{\displaystyle L=4\pi R^{2}\cdot f}
Betrachtet man sehr große Distanzen, wie im Falle entfernter Quasare oder Galaxienhaufen, muss die Gleichung erweitert bzw. anders interpretiert werden, da relativistische Effekte wichtig werden.
Zur Messung der Leuchtkraft astronomischer Objekte wie Planeten, Sternen, Galaxien usw. muss man also die Entfernung {\displaystyle R} und die Energieflussdichte {\displaystyle f} bestimmen.
Die Entfernungsbestimmung ist ein wichtiges Gebiet in der Astronomie und oft sehr aufwändig. Die Entfernung naher Sterne kann über die Messung der Parallaxe bestimmt werden. Eine größere Zahl solcher Parallaxen wurde zum Beispiel im Rahmen der Hipparcos-Mission gemessen. Zur Bestimmung der Distanz entfernter Objekte wie Sternhaufen, Galaxien, Quasaren usw. können eine ganze Reihe von Methoden dienen. Eine wichtige Rolle dabei spielen Objekte bekannter Leuchtkraft. Sie werden als Standardkerzen bezeichnet. Misst man deren Energiefluss und setzt z. B. Isotropie voraus, kann man die Formel für die Leuchtkraft verwenden, um die Entfernung zu berechnen.
Zur Flussmessung sind geeignete Detektoren notwendig. In der Astronomie werden dazu an vielen Stellen CCD-Detektoren verwendet, die die früher eingesetzten Photoplatten verdrängt haben. Im Allgemeinen wird jedoch immer nur ein Teil des gesamten Spektrums beobachtet, so dass die Messung der Gesamtleuchtkraft nur bedingt möglich ist.

## Leuchtkraft astronomischer Objekte
Die Leuchtkraft ist üblicherweise ein Maß für die Energieemission eines Sterns in Form elektromagnetischer Strahlung. Im Allgemeinen gibt ein Stern auf diese Weise zwar den größten Teil seiner Energie ab, jedoch nicht seine gesamte. Andere Möglichkeiten sind zum Beispiel Energieverlust als Neutrinostrahlung oder Sternwind.
Aus der Leuchtkraft eines Sterns ergibt sich dessen Effektivtemperatur. Diese ist definiert als die Temperatur, die ein Schwarzer Strahler mit demselben Radius haben müsste, um mit der gleichen Leuchtkraft zu strahlen. Die thermodynamische Temperatur des Sterns kann davon abweichen.
Für Sterne ist die Leuchtkraft im sichtbaren Licht mit der Spektralklasse ein Parameter im Hertzsprung-Russell-Diagramm, das die Sternentwicklung beschreibt. Der Terminus wird bei speziellen Forschungsthemen oft auf ein bestimmtes Band (einen Abschnitt des elektromagnetischen Spektrums) eingeschränkt. So ist es üblich, von der „Röntgenleuchtkraft“ zu sprechen, wenn die über das Röntgenband integrierte Strahlungsleistung gemeint ist.

### Leuchtkraftklassen
Auch wenn die Effektivtemperatur zweier Sterne ähnlich ist, können sich ihre Leuchtkräfte deutlich voneinander unterscheiden, da ihre Radien nicht gleich sein müssen. Die Bestimmung der Effektivtemperatur, die sich im Spektraltyp niederschlägt, genügt daher nicht, um die Sterne nach ihrer Leuchtkraft zu klassifizieren.
Um Sterne gemäß ihrer Leuchtkraft einteilen zu können, wurde stattdessen die Leuchtkraftklasse eingeführt. Sie wird bestimmt aus der Breite der Spektrallinien eines Sterns, die wiederum ein Maß für seinen Radius ist.
Siehe auch: Hertzsprung-Russell-Diagramm, Hauptreihe, Riesenstern, Masse-Leuchtkraft-Relation

### Berechnung der Leuchtkraft der Sonne
Die Sonne ist ein isotroper Strahler. In der Entfernung R = 1 AE = 149,6 Millionen Kilometer vom Sonnenmittelpunkt – dem mittleren Abstand der Erde von der Sonne – trifft jede Sekunde eine Energie von 1361 J pro m² ein, wobei sich diese Angabe auf eine senkrecht zur Strahlung orientierte Fläche bezieht und keine die Strahlung mindernden Effekte berücksichtigt. Die Größe 1361 J/(m²·s) wird als Solarkonstante bezeichnet und ist mit der Energieflussdichte {\displaystyle f} in der Leuchtkraftformel gleichzusetzen.
Die gesamte Strahlung der Sonne verteilt sich im Abstand einer Astronomischen Einheit rechnerisch auf eine Kugeloberfläche der Größe
{\displaystyle O=4\pi R^{2}=2{,}812\cdot 10^{23}\,\mathrm {m} ^{2}}
Setzt man diesen Wert und die Solarkonstante in die Formel für die Leuchtkraft ein, so erhält man:
{\displaystyle L=O\cdot 1361\,\mathrm {\frac {J}{m^{2}\cdot s}} =3{,}844\cdot 10^{26}\,\mathrm {W} }
Dieser Wert entspricht der mittleren Leuchtkraft der Sonne, die oft mit dem Symbol L☉ angegeben wird.
Was manchmal umgangssprachlich als „Kraft der Sonne“ bezeichnet wird, nämlich der mehr oder weniger wärmende Effekt der auf der Erdoberfläche auftreffenden Strahlen einer höher oder tiefer stehenden Sonne, entspricht physikalisch nicht der Leuchtkraft der Sonne, sondern der Energieflussdichte der auf einer Oberfläche auftreffenden Sonnenstrahlen. Sie wird wissenschaftlich als Insolation beschrieben.